# سید شفیع شکرائی
سیدشفیع شکرائی سیاست‌مدار ایرانی بود، که در  دوره بیست و سوم  به‌عنوان نماینده قم در مجلس شورای ملی حضور داشت.